# Windows Server 2012
A Windows Server 2012 a Windows 8 szerveroldali változata, egyben a Windows Server 2008 R2 utóda. A szoftver 2012. szeptember 4-én vált mindenki számára elérhetővé az egész világon, különböző disztribúciós csatornákon keresztül.
Elődeitől eltérően a Windows Server 2012 nem támogatja az Itanium processzorra épülő számítógépeket. Négy kiadása jelent meg. A Windows Server 2008 R2-höz képest számos újdonságot tartalmaz, köztük a Hyper-V frissített változatát, egy IP-címkezelői szerepkört (IP address management), a Windows Feladatkezelő új verzióját és az új ReFS fájlrendszert.

## Története
A Microsoft kezdetben Windows Server 8-ként hivatkozott az új kiszolgálói operációs rendszerre. 2012. április 17-én jelentették be, hogy a termék végleges neve Windows Server 2012 lesz.

### Buildek
A Windows Server 2012, és az ügyféloldali változat, a Windows 8 előzetes fejlesztői változatai 2011. december 9-én jelentek meg. A Windows 8-tól eltérően a Server 2012-t csak az MSDN-előfizetőknek tették elérhetővé. A kiadásban már jelen volt a Metro felhasználói felület, az új Kiszolgálókezelő (Server Manager) GUI-alkalmazás és több új funkció.
2012. február 16-án a Microsoft bejelentette, hogy a fejlesztői előzetes (egy frissítés telepítése után) az eredeti 2012. április 8. helyett 2013. január 15-ig használható marad. A Build 8180 2012. január 13-án került föl az internetre, a Kiszolgálókezelő felületében és a Tárolóhelyekben (Storage Spaces).
A Server 2012 bétáját a Windows 8 Consumer Preview (végfelhasználói előzetes változat) verzióval együtt, 2012. február 29-én tették elérhetővé. A fejlesztői előzetestől eltérően ezt a változatot bárki letölthette. A Windows Server 2012 Release Candidate (kiadásra jelölt) verziója a Windows 8 Release Preview változatával egyidőben, 2012. május 31-én jelent meg. A gyártásra kész (RTM) build 2012. augusztus 1-jére készült el, és 2012. szeptember 4-én vált általánosan elérhetővé. A feltételeknek megfelelő diákok DreamSparkról is letölthették a Windows Server 2012-t.

## Funkciók
Lásd még: A Windows 8 újdonságai

### Felhasználói felület
Az újratervezett Kiszolgálókezelővel könnyebbé vált több szerver együttes menedzselése. Az operációs rendszer maga – a Windows 8-hoz hasonlóan – a Metro felületet használja, kivéve a Server Core telepítéseket. A Windows PowerShell ezen verziójában több mint 2300 commandlet található; ez a szám a Windows Server 2008 R2-nél még csak kb. 200 volt. Bevezették a parancsok automatikus kiegészítését is.

### Feladatkezelő
A Windows 8 és a Windows Server 2012 a Feladatkezelő régi változata mellett egy új verziót is tartalmaz. Az új Feladatkezelőben a fülek alapértelmezésben rejtettek, csak az alkalmazások fül tartalma látszik. Az új Folyamatok fülön a feladatok a sárga szín különböző árnyalataiban jelennek meg, a sötétebb árnyalatok nagyobb erőforrás-használatot indikálnak. Az alkalmazások nevén és állapotán kívül csak a processzor, a memória, a merevlemezek és a hálózati erőforrások összesített kihasználtsági állapota jelenik meg, a korábbi változat Folyamatok fülének részletesebb folyamatinformációi az új Részletek fülre kerültek át. A Teljesítmény fület processzor, memória, lemez, Ethernet és vezeték nélküli hálózat részekre osztották fel, mindegyikhez külön grafikonnal. A CPU fül alapértelmezésben már nem jelenít meg külön grafikont a rendszer minden egyes logikai processzorához; ehelyett (összesített kihasználtság címszó alatt) minden NUMA-csomópont adatát jelzi ki külön. A 64 logikai processzornál többet tartalmazó rendszereknél a processzor fül a processzorterheltségi információkat hőtérképes csempéken jelzi ki. A hőtérkép alapszíne a kék, a sötétebb árnyalatok jelzik a nagyobb terhelést. A kurzort a logikai processzor adatai fölé víve felbukkanó ablak jelzi az adott processzor NUMA csomópontját és azonosító számát. Egy új Indítás fül jelzi az automatikusan induló alkalmazásokat, ez a fül azonban csak a Windows 8-as változatban látható. Az új feladatkezelő felismeri a Windows Store-alkalmazások „felfüggesztett” (suspended) állapotát.

### Telepítési opciók
Elődjétől eltérően a Windows Server 2012 lehetőséget ad a parancssorcentrikus Server Core és a GUI telepítési módok közötti váltásra a szerver teljes újratelepítése nélkül. A Server Core-t tették meg javasolt és alapértelmezett telepítési opciónak. Megjelent egy harmadik telepítési opció is, a „minimal server interface”, ami egyes grafikus felületű programokat (MMC-k és a Kiszolgálókezelő) futtatni enged, de az Internet Explorer, a Windows Explorer vagy az új asztali felület nem része a telepítésnek.

### IP-címkezelés (IP address management, IPAM)
A Windows Server 2012 újdonságai közé tartozik egy IP-címkezelési (IP address management, IPAM) szerepkör, ami a vállalati hálózat IP-címterének menedzselésével, címek felfedezésével, monitorozásával, auditálásával foglalkozik. Az IPAM lehetővé teszi a DHCP- és DNS-kiszolgálók adminisztrálását és monitorozását. Az IPAM a következőkhöz tartalmaz komponenseket:
- IP-címterek egyedi megjelenítése, kezelése, riportkészítés: az IP-címek megjelenítése nagymértékben testre szabható, részletes követési és kihasználtsági adatokkal. Az IPv4- és IPv6-címterek IP-címblokkokba, IP-címtartományokba és egyedi IP-címekbe vannak szervezve. Az IP-címekhez beépített vagy felhasználó által meghatározott mezők vannak hozzárendelve, amelyek lehetővé teszik az IP-címtér további hierarchikus, logikai csoportokra való felosztását.
- A kiszolgálók beállításváltozásainak auditálásra, az IP-címhasználat követése: a műveleti események megjelenítése az IPAM szerverhez és a menedzselt DHCP-szerverekhez. Az IPAM lehetővé teszi a címek követését a DHCP címbérlet-események és a felhasználói bejelentkezési események segítségével, amiket Network Policy Serverekről (NPS), tartományvezérlőkről és DHCP-kiszolgálókról gyűjt össze. A követés lehetséges IP-cím, kliensazonosító (client ID), állomásnév vagy felhasználónév alapján is.
- A DHCP és DNS szolgáltatások monitorozása és menedzselése: az IPAM lehetővé teszi a szolgáltatások elérhetőségének automatikus monitorozását az erdő Microsoft-alapú DHCP- és DNS-kiszolgálóin. A DNS-zóna egészségi adatait megjeleníti, ezenkívül az IPAM konzolon a DHCP-kiszolgálók és a hatókörök részletes kezelése is megvalósítható.

Az IPAM teljes körűen támogatja mind az IPv4, mind az IPv6 protokollokat.

### Active Directory
A Windows Server 2012-ben található Active Directory számos változást tartalmaz a Windows Server 2008 R2-höz képest. Az Active Directory tartományi szolgáltatások (Domain Services) telepítési varázslójának helyét a Kiszolgálókezelő egy új szekciója vette át, továbbfejlesztették az Active Directory Administrative Centert is. Az Active Directory Lomtára GUI felületet kapott. A jelszóházirendek könnyebben megadhatók tartománynál kisebb granularitással is. A Windows Server 2012-es AD kezelni tudja a virtualizációból adódó változásokat, és a virtualizált tartományvezérlők biztonságosan klónozhatók. A tartomány funkcionalitási szintjének emelése egyszerűbb, végig a Kiszolgálókezelőben történik. Az Active Directory összevonási szolgáltatásokat (Federation Services) nem kell külön letölteni a szerepkörként való telepítéshez, és az Active Directory összevonási szolgáltatásokban lévő "claim"-ek (állítások) megjelennek a Kerberos tokenben. Az Active Directory Administrative Centerben kiadott Windows Powershell parancsok visszanézhetők a Powershell History Viewerben.

### Hyper-V
A Windows Server 2012-ben (és a Windows 8-ban is) a Hyper-V új verziója található meg, amit a Microsoft Build Eventen mutattak be. 
A Hyper-V számos új funkciót tartalmaz, köztük hálózatvirtualizálást, multi-tenancy (alkalmazásparticionálás?), storage resource pools (tárak közös kezelése), cross-premise connectivity (határokon túlnyúló összekapcsolhatóság) és felhőalapú mentés. Számos korábbi korlátozást feloldottak. A Hyper-V ezen verziójában minden virtuális gép legfeljebb 64 virtuális processzorral, 1 terabájt memóriával és 64 terabájt virtuális lemezterülettel rendelkezhetnek virtuális merevlemezenként (az új .vhdx formátum használatával). Gazdagépenként legfeljebb 1024, feladatátvételi fürtönként (failover cluster) legfeljebb 8000 
virtuális gép lehet aktív. A Windows 8-hoz telepíthető Hyper-V működéséhez szükség van olyan processzorra, ami támogatja a másodszintű címfordítást (SLAT), és be is kell ezt kapcsolni a működéshez; a Windows Server 2012-ben található verziónak csak akkor van erre szüksége, ha a RemoteFX szerepkör is telepítésre kerül.

### ReFS
A ReFS (Resilient File System, azaz ellenálló fájlrendszer, eredeti kódnevén „Protogon”) a Windows 2012-vel debütáló új fájlrendszer. Az NTFS továbbfejlesztésének szánt ReFS-t eredetileg fájlkiszolgálókba szánták. A fontosabb új képességek közé tartoznak:
A lemezen tárolt struktúrák nagyobb megbízhatóságaa ReFS B+-fákat használ mind a metaadatok, mind a fájladatok tárolására. A fájlméretet, kötetméretet, az egy könyvtárban tárolható fájlok számát és az egy köteten tárolható könyvtárak számát mind 64 bites számok korlátozzák – ebből vezethető le a 16 exabájtos maximális fájlméret, az 1 jottabájtos maximális kötetméret (64 KB-os helyfoglalási egységekkel), ami jól skálázhatóvá teszi, hiszen nincsenek praktikus korlátai a fájl- és könyvtárméreteknek (a hardver korlátain túl). A metaadatok és a fájladatok egy relációs adatbázis tábláihoz hasonlóan vannak elrendezve. A szabad helyet egy hierarchikus allokátor tartja nyilván, három különálló táblával a nagy, közepes és kis méretű szabad helyek részére. A fájlneveknek és az elérési utak hosszának egy 32 KB-os Unicode karakterláncban kell elférniük.
Beépített ellenálló képességa ReFS a metaadatok esetében allocation-on-write („írás esetén másolás, illetve lefoglalás”) stratégiát alkalmaz, ami minden metaadat-frissítési tranzakció esetében új helyfoglalást végez és nagy I/O-kötegeket alkalmaz. Valamennyi ReFS-metaadathoz beépített 64 bites ellenőrző összeg tartozik, ami az adattól eltérő helyen van tárolva. Opcionálisan a fájladatokhoz is tárolható ellenőrző összeg egy külön integritás-adatfolyamban (streamben). Ily módon, ha az adat vagy a metaadat megsérül, a kötet lecsatolása nélkül el lehet végezni a fájl törlését és biztonsági mentésből való visszaállítását. A beépített ellenálló képességnek köszönhetően nem szükséges a ReFS köteteken rendszeresen hibaellenőrző szoftvereket (pl. CHKDSK) futtatni.
Létező API-kkal és technológiákkal való kompatibilitása ReFS-hez nincs szükség új rendszer API-kra, és a legtöbb fájlrendszerszűrő is változtatás nélkül működik a ReFS-kötetekkel. A ReFS támogatja a korábbi Windows- és NTFS-funkciók nagy részét, köztük a BitLocker titkosítást, az ACL-eket, az USN Journalt, a változási értesítéseket, az NTFS szimbolikus linkeket, az NTFS csatolási pontokat (junction point) és kötetcsatolási pontokat (Volume Mount Point), újraelemzési pontokat (reparse point), a kötet árnyékmásolatait, a fájlazonosítókat (file ID) és az oplockokat. A ReFS problémamentesen integrálódik a Tárolóhelyekkel (Storage Spaces), az adattükrözést és -csíkozást biztosító tároló-virtualizációs réteggel, ami a gépek közötti tárhely-összefogást is lehetővé teszi. A ReFS ellenálló képessége kiterjeszti a Tárolóhelyek tükrözési képességeit, mivel képes annak felderítésére, hogy a fájlok bármely tükrözött kópiája megsérült-e – egy háttérben futó adatellenőrzési folyamat segítségével, ami periodikusan beolvassa az összes tükrözött kópiát és ha az ellenőrző összeg nem stimmel, a rossz kópiákat a jóra cseréli ki.
Néhány NTFS-funkciót nem támogat a ReFS. Ezek közé tartoznak az alternatív adatfolyamok, az elosztott hivatkozáskövetéshez használt objektumazonosítók (object ID), a rövid fájlnevek, a fájlszintű tömörítés és titkosítás (EFS), a felhasználói adatok tranzakciókezelése (Transactional NTFS), a ritka fájlok (sparse files), hard linkek, kiterjesztett attribútumok és lemezkvóták. A ReFS önmagában nem nyújt adat-deduplikációt sem. A dinamikus lemezek tükrözött vagy csíkozott köteteit a Tárolóhelyek tükrözött vagy csíkozott kötetgyűjteményei (storage pool) váltják fel. A Windows Server 2012-ben egyelőre az automatikus hibajavítás csak a tükrözött tárolóhelyeken működik, és a ReFS kötetekről való rendszerindítás sem támogatott.
A ReFS-ről először a nem hivatalos 6.2.7955-ös build képernyőfotóiról lehetett értesülni, ekkor még a „Protogon” kódnéven futott. A ReFS támogatása hiányzott a fejlesztői előzetesből (build 8102). A ReFS-t jelenleg a Windows 7 és korábbi operációs rendszerek nem képesek kezelni.

### IIS 8.0
A Windows Server 2012-ben az Internet Information Services (IIS) 8.0 verziója található meg. Az IIS 8.0 újdonságai közé tartozik a weboldalankénti CPU-használati kvóták bevezetése.
alkalmazás-inicializálás (Application Initialization), központi SSL-tanúsítványkezelés, NUMA hardveren sok processzormagos skálázhatóság.

## Rendszerkövetelmények
| Processzor        | 1,4 GHz, x64                              |
| RAM               | 512 MB                                    |
| HDD (szabad hely) | 32 GB (16 GB-nál nagyobb RAM esetén több) |

A Microsoft tájékoztatása szerint a Windows Server 2012 kizárólag x64 processzorokon fut.
Lehetséges a Windows Server 2012-re való frissítés a Windows Server 2008 és Windows Server 2008 R2 operációs rendszerekről, a korábbiakról azonban nem támogatott.

### Skálázhatóság
A Windows Server maximálisan támogatott hardverspecifikációi az alábbiak.
| Spec                                        | Windows Server 2012 | Windows Server 2008 R2 |
| ------------------------------------------- | ------------------- | ---------------------- |
| Fizikai CPU-k                               | 64                  | 64                     |
| Logikai processzorok kikapcsolt Hyper-V-vel | 640                 | 256                    |
| Logikai processzorok bekapcsolt Hyper-V-vel | 230                 | 64                     |
| RAM                                         | 4 TB                | 2 TB                   |
| Feladatátvételi fürtcsomópontok             | 64                  | 16                     |

## Kiadások
A Windows Server 2012 négy kiadásban jelent meg: Foundation, Essentials, Standard és Datacenter.
| Specifikációk                                                                              | Foundation                                    | Essentials                                                 | Standard                                 | Datacenter                   |
| ------------------------------------------------------------------------------------------ | --------------------------------------------- | ---------------------------------------------------------- | ---------------------------------------- | ---------------------------- |
| Terjesztés                                                                                 | Csak OEM                                      | Kereskedelmi, mennyiségi licencelés, OEM                   | Kereskedelmi, mennyiségi licencelés, OEM | Mennyiségi licencelés és OEM |
| Licencelési modell                                                                         | Kiszolgálónként                               | Kiszolgálónként                                            | CPU-páronként + CAL                      | CPU-páronként + CAL          |
| Processzorcsip-korlát                                                                      | 1                                             | 2                                                          | 64                                       | 64                           |
| Felhasználói korlát                                                                        | 15                                            | 25                                                         | Korlátlan                                | Korlátlan                    |
| Fájlszolgáltatások korlátai                                                                | 1 önálló DFS-gyökér                           | 1 önálló DFS-gyökér                                        | Korlátlan                                | Korlátlan                    |
| Hálózati házirend- és elérési szolgáltatások (Network Policy and Access Services) korlátai | 50 RRAS kapcsolat és 10 IAS kapcsolat         | 250 RRAS kapcsolat, 50 IAS kapcsolat és 2 IAS Server Group | Korlátlan                                | Korlátlan                    |
| Távoli asztali szolgáltatások (Remote Desktop Services) korlátai                           | 20 RDS-kapcsolat                              | 250 RDS-kapcsolat                                          | Korlátlan                                | Korlátlan                    |
| Virtualizációs jogok                                                                       | N/A                                           | 1 virtuális gép vagy 1 fizikai szerver (de nem mindkettő)  | 2 virtuális gép                          | Korlátlan                    |
| DHCP szerepkör                                                                             | Igen                                          | Igen                                                       | Igen                                     | Igen                         |
| DNS-kiszolgáló szerepkör                                                                   | Igen                                          | Igen                                                       | Igen                                     | Igen                         |
| Faxkiszolgáló szerepkör                                                                    | Igen                                          | Igen                                                       | Igen                                     | Igen                         |
| UDDI Services                                                                              | Igen                                          | Igen                                                       | Igen                                     | Igen                         |
| Nyomtató- és dokumentumszolgáltatások                                                      | Igen                                          | Igen                                                       | Igen                                     | Igen                         |
| Webkiszolgáló (Internet Information Services)                                              | Igen                                          | Igen                                                       | Igen                                     | Igen                         |
| Központi Windows-telepítési szolgáltatások (Windows Deployment Services)                   | Igen                                          | Igen                                                       | Igen                                     | Igen                         |
| Windows Server Update Services                                                             | Igen                                          | Igen                                                       | Igen                                     | Igen                         |
| Active Directory Lightweight Directory Services                                            | Igen                                          | Igen                                                       | Igen                                     | Igen                         |
| Active Directory Rights Management Services                                                | Igen                                          | Igen                                                       | Igen                                     | Igen                         |
| Alkalmazáskiszolgáló szerepkör                                                             | Igen                                          | Igen                                                       | Igen                                     | Igen                         |
| Kiszolgálókezelő                                                                           | Igen                                          | Igen                                                       | Igen                                     | Igen                         |
| Windows Powershell                                                                         | Igen                                          | Igen                                                       | Igen                                     | Igen                         |
| Active Directory tartományi szolgáltatások                                                 | Az erdő és a tartomány gyökerében kell lennie | Igen                                                       | Igen                                     | Igen                         |
| Active Directory tanúsítványszolgáltatások (Certificate Services)                          | Certificate Authorities only                  | csak CA-k                                                  | Igen                                     | Igen                         |
| Active Directory összevonási szolgáltatások                                                | Igen                                          | Nem                                                        | Igen                                     | Igen                         |
| Server Core mód                                                                            | Nem                                           | Nem                                                        | Igen                                     | Igen                         |
| Hyper-V                                                                                    | Nem                                           | Nem                                                        | Igen                                     | Igen                         |

## Fordítás
- Ez a szócikk részben vagy egészben a Windows Server 2012 című angol Wikipédia-szócikk ezen változatának fordításán alapul.  Az eredeti cikk szerkesztőit annak laptörténete sorolja fel. Ez a jelzés csupán a megfogalmazás eredetét és a szerzői jogokat jelzi, nem szolgál a cikkben szereplő információk forrásmegjelöléseként.